# Atheta impressipennis
Atheta impressipennis är en skalbaggsart som beskrevs av Max Bernhauer 1909. Atheta impressipennis ingår i släktet Atheta och familjen kortvingar. Inga underarter finns listade i Catalogue of Life.